# テクノメタル
テクノメタル株式会社（英: Techno-Metal Co., Ltd.）は福島県二本松市に本社を置く自動車部品製造メーカーである。

## 概要
1971年に三菱自動車工業の全額出資により「東北三菱自動車部品」として設立された。自動車のエンジン部品の鋳造、鍛造を行っており、大型エンジン用クランクケースといった大型部品からタービンハウジングなどの小物部品に至るまで生産している。

## 沿革
- 1971年 - 三菱自動車工業の全額出資により東北三菱自動車部品として設立。
- 1972年 - 第一鍛造工場操業開始。
- 1974年 - 第二、第三鍛造工場操業開始。
- 1977年 - 第一鋳造工場操業開始。
- 1981年 - 埼玉県北本市の東菱機工と合併、北本工場とする。
- 1991年 - 第三鍛造工場増設、操業開始
- 1992年 - 社名を三菱自動車テクノメタルへ改称。第二鋳造工場操業開始。
- 1997年 - 北本工場の鋳造生産を中止し二本松工場へ集約。機械加工ラインを増設。
- 1999年 - アルミダイカスト工場操業開始
- 2003年 - 三菱ふそうトラック・バスが三菱自動車工業から株式を継承し、社名を三菱ふそうテクノメタルへ改称。ISO14001（環境）認証取得。
- 2004年 - ISO9001（品質）認証取得。
- 2006年 - 旭テックが三菱ふそうトラック・バスから株式の66パーセントを取得し筆頭株主となり、社名をテクノメタルへ改称。
- 2007年 - 旭テックが残りの株式（34パーセント）を取得し100パーセント保有する。
- 2015年 - インドのAmtek Autoが旭テックから株式の100パーセントを取得。
- 2017年 - 三菱重工エンジン&ターボチャージャが株式の3.3パーセントを取得。TECHNO-METAL（THAILAND）CO.,LTD.を子会社化。
- 2018年 - ISO/TS16949からIATF16949へ移行し認証取得。
- 2022年 - ジェイ・ヴイ・オーが株式の96.7パーセントを取得し主要株主となる。

## 主な事業内容
- 自動車部品の鋳造、鍛造
  - シリンダーヘッド
  - クランクケース
  - クランクシャフト
  - コンロッド
  - ナックル
  - リヤアクスルシャフト
  - デフピニオン
  - ブレーキドラム　等
- 鋳造技術を利用したアルミダイカスト製自動車部品の製造
  - クラッチハウジング
  - トランスミッションケース

## 事業所
- 本社・二本松工場（福島県二本松市高田100）
  - 鋳造工場（324,000平方メートル）
    - 第1鋳造工場
    - 第2鋳造工場
    - アルミ工場

  - 鍛造工場（66,500平方メートル）
    - 第1鍛造工場
    - 第2鍛造工場
    - 第3鍛造工場
    - 機械工場　他
- 北本工場（埼玉県北本市古市場1丁目100）
  - 第1工場（49,000平方メートル）
  - 第2工場（12,400平方メートル）

## その他
- 国道4号二本松バイパスに面した敷地北側斜面は緑地公園として整備されており、毎年4月には桜や梅等が咲き誇り、近隣住民に一般開放されている。